# القوس المركب
القوس المركب الأقواس المركبة كانت من بين أجود أنواع الأقواس الآسيوية، وكانت تصنع من الخشب كقلب و مقدمة القوس من القرون و ظهر القوس كان يشد بعصب الحيوانات ويغلف بجلد الحيوانات وأحيانا بجلد الأفعى وكانت الأقواس معكوسة بشدة وقصيرة ، و يمكن أن تستعمل من على ظهر الخيول وكانت تطلق السهام الخفيفة نسبيا بسرعات عالية و لمسافات مدهشة. استعملت الأقواس المركبة في أرجاء آسيا من كوريا حتى سواحل الأطلسي في أوروبا و شمال أفريقيا و جنوبا في شبه الجزيرة العربية و الهند مثل القوس العربي و التركي و المغولي الذي يتكون من أكثر من لوح على عكس القوس المنتشر في القارة الاوربيه وهي تتكون من لوح واحد و يتم قطعه و تجهيزه مثل القوس الإنجليزي الطويل و المستوي الأمريكي و الهولمجار .

## مميزات القوس المركب
تكمن أفضلية القوس المركب عن القوس البسيط (من قطعة خشب واحدة) في جمعه بين الحجم الصغير و القوة الكبيرة ، وهي بذلك أكثر ملائمة للرماة من على ظهر الخيل، كما أنها غالبا ما تطلق السهام لمدى أطول من القوس البسيط، من جهة أخرى فإن صنع قوس مركب أكثر صعوبة و يحتاج وقتا أطول بكثير من صنع القوس البسيط .